# Oberlandesgerichtsrat
Oberlandesgerichtsrat war bis zur Änderung der Dienstbezeichnungen der Richter im Jahre 1967 die Dienstbezeichnung für die beisitzenden Richter an deutschen Oberlandesgerichten. Seither lautet die Dienstbezeichnung: Richter am Oberlandesgericht.
Auch die Richter preußischer Oberlandesgerichte in der ersten Hälfte des 19. Jahrhunderts, trugen den Titel eines Oberlandesgerichtsrates.